# Sousei no Aquarion (singolo)
Sousei no Aquarion (創聖のアクエリオン?, Sōsei no Akuerion, "Genesi di Aquarion") è un brano musicale scritto da Yōko Kanno e interpretato da AKINO, utilizzato come prima sigla d'apertura dell'anime Aquarion. Il brano è stato pubblicato come singolo discografico e incluso nell'album Lost in Time di AKINO. Il singolo è riuscito ad arrivare sino alla ventiduesima posizione della classifica Oricon dei singoli più venduti in Giappone.
Il singolo in seguito è stato ripubblicato in occasione dell'uscita del gioco pachinko dedicato ad Aquarion, ottenendo un buon successo e ottenendo la medaglia d'argento ai JASRAC awards del 2008. Questa nuova versione del brano, chiamata Element Gattai Version, è interpretata dai doppiatori dei protagonisti dell'anime Aquarion: Takuma Terashima (Apollo), Yumi Kakazu (Silvia) e Sanae Kobayashi (Reika). Questa versione del brano, pubblicata su iTunes il 10 ottobre 2007 e su supporto fisico il 7 novembre 2007, ha raggiunto la quattordicesima posizione della classifica Oricon.
Il singolo ha quindi ottenuto nuovamente un buon successo in forma digitale, arrivando ad essere certificato ad aprile 2011 disco d'oro nella versione normale e triplo disco di platino nella versione suoneria per cellulare.
Successivamente il brano è stato oggetto di numerose cover fra cui quelle interpretate da Yōko Ishida, da Masaaki Endoh e dal gruppo m.o.v.e.

## Tracce
CD singolo del 2005
1. Sousei no Aquarion (創聖のアクエリオン?, Sōsei no Akuerion) – 4:44
2. Pride, Nageki no Tabi (プライド〜嘆きの旅?, Puraido ~ Nageki no Tabi) – 4:35
3. Sousei no Aquarion (Little Mix) – 1:01
4. Sousei no Aquarion (Instrumental) – 4:42

EP digitale del 2007
1. Sousei no Aquarion(Element Gattai Ver.) (エレメント合体Ver., Eremento Gattai Ver.?) – 4:42
2. Go Tight! (Element Gattai Ver.) – 4:39
3. Kōya no Heath (Rena Rune ver.) (荒野のヒース リーナ・ルーンver.?, Kōya no Hīsu Rīna Rūn ver.) – 5:40

CD singolo del 2007
1. Sousei no Aquarion (Element Gattai Version) – 4:45
2. Sousei no Aquarion (Original Version) – 4:45
3. Sousei no Aquarion (Instrumental) – 4:44